# Éric Beynon
Eric Beynon es un artista contemporáneo suizo, pintor y fotógrafo nacido en Ginebra en 1935.

## Datos biográficos
Eric Beynon nació en Ginebra en 1935, estudió arte en la Escuela de Bellas Artes y Artes Decorativas de esta ciudad antes de ser invitado a Alemania, a la Academia de Bellas Artes de Karlsruhe para asistir a los cursos de Erich Heckel (Brücke) y posteriormente en la Folkwangschule de Essen . 
Después de una corta estancia en su ciudad natal trabajando para las Naciones Unidas como artista gráfico se trasladó a París donde se estableció y vivió cerca de 40 años.
A su llegada a París, expuso con los principales artistas de la época en las galerías Drouain, Fachetti y Stadler y ganó el premio Lissone en Italia (2 º Premio, 1 º premio George Mateo).
Construcciones de Assemblages de gran formato que se exhibirán en la Galería Stadler y en la galería Bertha Schaefer de Nueva York, también en la Gran Exposición de Maminy dedicada al assemblage, así como Dallas y San Francisco.
Pierre Restany le convence para presentar las nuevas obras próximas a la nueva realidad y le reúne con Spoerri y Jean Tinguely , también con  Niki de Saint Phalle, que organizó con Rauschenberg y Jasper Johns el aspecto técnico de su primera exposición en la Galería J. Expose brevemente en esta Galería.
Contactado por Gerard Talabot , participa en la exposición de las Mitologías cotidianas en el Museo de Arte Moderno de París, donde se exhiben lienzos fotográficos pintados , junto a las obras impresas en telas de gran formato sobre tableros de vinilo, que en series de 50 ejemplares de tirada fueron posteriormente dispersados en el mercado europeo y en algunas colecciones, y del que se ha perdido desde entonces sus trayectorias, a excepción de una breve aparición en Italia.
Desde 1972, los fotomontajes han servido como refuerzo para el retorno a la pintura. Han sido utilizados hasta hoy como soporte para el desempeño de una labor pictórica que quiere un retorno al género histórico.  Durante la década de 1970, después de diversas actividades para la puesta en escena teatral (Medea: Xenakis - Lavelli - Rafael Roland Petit Casino de París, etc.) y la arquitectura, comienza a exponer en los marcos del Génie de la Bastille y en los salones.
Trabaja Tanlay , Borgoña y París.
Desde 2003 vive y trabaja en Suiza en el cantón de Vaud. 